# Joyryde
Joyryde, pseudonimo di John Ford (24 luglio 1985), è un disc jockey e produttore discografico britannico. È figlio di John Phantasm, proprietario della Phantasm Records.

## Carriera
Ispirato da suo padre John Phantasm, proprietario della Phantasm Records, Ford ha iniziato a produrre la propria musica in studio all'età di 9 anni. Fino ai 15 anni, il giovane ha prodotto brevi tracce e singoli, cominciando a farsi strada nel mondo musicale, mentre all'età di 17 anni, sotto il nome di Eskimo, ha pubblicato il suo primo album, chiamato Can You Pick Me Up, comparso in molti DJ Set di Psy Trance di tutto il mondo.
Nell'estate 2004, Eskimo ha pubblicato il suo secondo album d'artista, Take A Look Out There, che includeva Party Pooper, una traccia che campionava la polizia che interrompeva una festa gratuita, mentre nel novembre 2005 ha realizzato Balloonatic Part One, seguito dalla seconda parte nel settembre 2006.
Dal 2011 al 2015, Ford è stato membro del duo di musica elettronica Lets Be Friends; tuttavia, la coppia è rimasta inattiva dal punto di vista produttivo.
Dopo 4 anni di sperimentazione musicale, Eskimo cambia nome in Joyryde (stilisticamente JOYRYDE). Il DJ comincia il 2015 pubblicando vari singoli, tra i quali Kickin Off, Hoodlum, Mercy, Flo, Speed Trap, Give My Love, Hari Kari ed Hoam. Dopo aver rilasciato nuove tracce anche l’anno seguente, come Windows, Maximum King, The Box e soprattutto Fuel Tank, il 16 novembre 2016 Joyryde fa il suo esordio sulla OWSLA, l’etichetta discografica di Skrillex, con il singolo Hot Drum; dopo sole tre settimane viene pubblicato il suo secondo singolo tramite la stessa etichetta, ovvero DAMN, con Freddie Gibbs. Nel 2017, Joyryde pubblica due singoli, entrambi tramite OWSLA: I Ware House e New Breed (quest’ultimo con Darnell Williams). Dopo più di un anno di assenza dalle scene musicali, il 19 ottobre 2018 viene rilasciata Agen Wida, successo prodotto assieme all’amico Skrillex e pubblicato sulla propria etichetta.
Il 3 aprile 2020 pubblica l'album BRAVE contenente 18 brani, di cui un singolo di introduzione (PRE OP) e dodici inediti. Il 14 aprile seguente viene pubblicato, tramite il proprio canale YouTube, il video ufficiale del singolo THRILL in collaborazione con la cantante MAJILLA, brano già contenuto nel suo album.

### 1001Tracklist
- 2017: #93
- 2018: –
- 2019: #72
- 2020: #75

## Discografia

### Album in Studio
- 2020: BRAVE

### Singoli
- 2015: KICKIN OFF
- 2015: HOODLUM
- 2015: MERCY (feat. Candi Staton)
- 2015: FLO
- 2015: SPEED TRAP
- 2015: GIVE MY LOVE
- 2015: HARI KARI
- 2015: HOAM
- 2016: WINDOWS (feat. Rick Ross)
- 2016: FUEL TANK
- 2016: THE BOX
- 2016: MAXIMUM KING
- 2016: HOT DRUM
- 2016: DAMN (feat. Freddie Gibbs)
- 2017: I WARE HOUSE
- 2017: NEW BREED (feat. Darnell Williams)
- 2018: AGEN WIDA (con Skrillex)
- 2019: I'M GONE
- 2019: YUCK (feat. GOLD)
- 2019: MADDEN
- 2019: SELECTA 19
- 2020: ON FIRE
- 2020: GOT REAL (feat. Mika Means)
- 2020: I SLAY (feat. Nolay)
- 2020: FAIL ME
- 2020: THRILL (feat. MAJILLA)
- 2020: FOCUS (feat. Fze)
- 2020: ARTERIES (feat. Youngs Teflon)
- 2020: BROOKLYN
- 2020: 4 AM
- 2020: MILK (feat. Fze)
- 2020: YARDIE

### Remixes
- 2015: Jauz - Feel the Volume (JOYRYDE 'Stick It In Reverse' Remix)
- 2016: Destructo - 4 Real (JOYRYDE 'Swurve' Remix)